# Ламед
| Фінікійська | Звичайна | Звичайна | Курсив |
| ----------- | -------- | -------- | ------ |
| lamed       | ל        | ל        |        |

Ламед (івр. לָ֫מֶד) — дванадцята літера у багатьох семітських системах.
Має числове значення 30. В івриті вона позначає звук [l].

## Unicode
| Unicode Codepoint | U+05dc              |
| Unicode-Name      | HEBREW LETTER LAMED |
| HTML              | &#1500;             |
| ISO 8859-8        | 0xec                |